# Valentino Cesarin
Valentino Cesarin (Padova, 28 aprile 1905 – Padova, 11 settembre 1986) è stato un imprenditore e dirigente sportivo italiano, presidente del Calcio Padova dal 1947 al 1952.

## Biografia
Industriale padovano prende in mano le redini del Calcio Padova nell'immediato dopoguerra. Al primo anno 1947-1948 conquista la Serie A. Il Padova rimarrà in massima serie per quattro stagioni. Retrocesso nel 1952, dopo lunghe diatribe con i tifosi per presunte difficoltà economiche non denunciate dalla società, lascia la società a Bruno Pollazzi.

## Fonti
- Biancoscudo, cent'anni di Calcio Padova, a cura di Massimo Candotti e Carlo Della Mea (contributi di Paolo Donà, Gabriele Fusar Poli, Andrea Pistore, Marco Lorenzi e Massimo Zilio), EditVallardi 2009.